# Katherine Webb (écrivain)
Pour les articles homonymes, voir Katherine Webb.
Ne doit pas être confondu avec Catherine Webb.
Œuvres principales
- L’Héritage
- Pressentiments
- À la claire rivière
- La Vérité à propos d'Alice

Katherine Webb, née en 1977 dans le Kent en Angleterre, est une romancière britannique.

## Biographie
Née en 1977 dans le Kent, Katherine Webb a grandi dans le comté du Hampshire dans le sud de l'Angleterre et a étudié l'histoire à l'université de Durham.

## Œuvres
- L’Héritage, Belfond, coll. « Littérature étrangère », 2011 ((en) The Legacy, Orion, 2010), trad. Sylvie Schneiter, 421 p.  (ISBN 978-2-7144-4819-4)
- Pressentiments, Belfond, coll. « Littérature étrangère », 2013 ((en) The Unseen, Orion, 2011), trad. Isabelle Caron, 406 p.  (ISBN 978-2-7144-5108-8)
- À la claire rivière, Belfond, coll. « Littérature étrangère », 2014 ((en) A Half Forgotten Song, Orion, 2012), trad. Isabelle Caron, 444 p.  (ISBN 978-2-7144-5419-5)
- La Vérité à propos d'Alice, Belfond, coll. « Littérature étrangère », 2015 ((en) The Misbegotten, Orion, 2013), trad. Florence Bertrand, 494 p.  (ISBN 978-2-7144-5779-0)
- (en) The Night Falling, Orion, 2014
- (en) The English Girl, Orion, 2016
- (en) The Hiding Places, Orion, 2017
- (en) The Disappearance, Orion, 2019